# Edificio de la Asamblea Nacional de Eslovenia
El edificio de la Asamblea Nacional (en esloveno: Zgradba Državnega zbora , también coloquialmente el Parlamento (Parlament) en Ljubljana, la capital de Eslovenia, es un palacio modernista que alberga la legislatura de Eslovenia. Construido entre 1954 y 1959 por el arquitecto Vinko Glanz, es un edificio de tres plantas con una superficie de 2200 m². Se encuentra en la Plaza de la República en el centro de Ljubljana. El número de visitantes anuales es de alrededor de 13.000 personas.
A pesar de su nombre, el edificio alberga tanto la Asamblea Nacional (cámara baja) como el Consejo Nacional (cámara alta) de la legislatura. El edificio es un monumento protegido oficialmente, que figura en los registros como el Edificio de la Asamblea Popular de la República de Eslovenia (Skupščina Republike Slovenije). Fue inaugurado el 19 de febrero de 1959 como Palacio de la Asamblea Popular (Palača Ljudske skupščine), porque se construyó en la época en que la República Socialista de Eslovenia tenía una Asamblea Popular.

## Construcción
La Catedral de la Libertad es un proyecto no realizado para el edificio del Parlamento esloveno, diseñado por el arquitecto Jože Plečnik en 1949. Presentaba un gran techo en forma de cono de 120 m alto pero no dio lugar a ninguna acción. Vinko Glanz planeó entonces un nuevo edificio para la legislatura, un diseño mucho más conservador y modesto que cualquiera de los conceptos de Plečnik, siendo un austero palacio modernista sin elementos ni decoraciones monumentales salvo un gran grupo escultórico de figuras de bronce que enmarcan su pórtico principal.
El trabajo comenzó en 1954 en la construcción del edificio según los planos de Glanz, utilizando Tehnika, una empresa de construcción de Ljubljana. Parte del espíritu era que se debían utilizar materiales de construcción locales, como madera, piedra y mármol. También se utilizaron 27 maestros artesanos para la metalurgia y la ebanistería. Fue terminado en 1959.

### Apertura
El edificio, inaugurado como Palacio de la Asamblea Popular, acogió el primer período de sesiones de la Asamblea Popular de la República Popular de Eslovenia el 19 de febrero de 1959
Durante sus primeros 32 años, el edificio celebró reuniones de la Asamblea de la República Socialista de Eslovenia. Tras la independencia de Eslovenia en 1991, dio paso al uso del Parlamento esloveno: tanto la Asamblea Nacional como el Consejo Nacional.

## Diseño

### Arquitectura exterior
El edificio de cuatro pisos es exteriormente austero. Un cubo independiente, la fachada principal da a la Plaza de la República y está incrustada con mármol de Carso, con granito verde Oplotnica debajo de cada ventana. El único elemento decorativo es el portal principal de dos pisos: cuatro puertas de roble rodeadas de estatuas de Zdenko Kalin y Karel Putrih que representan a los trabajadores.

### Interior

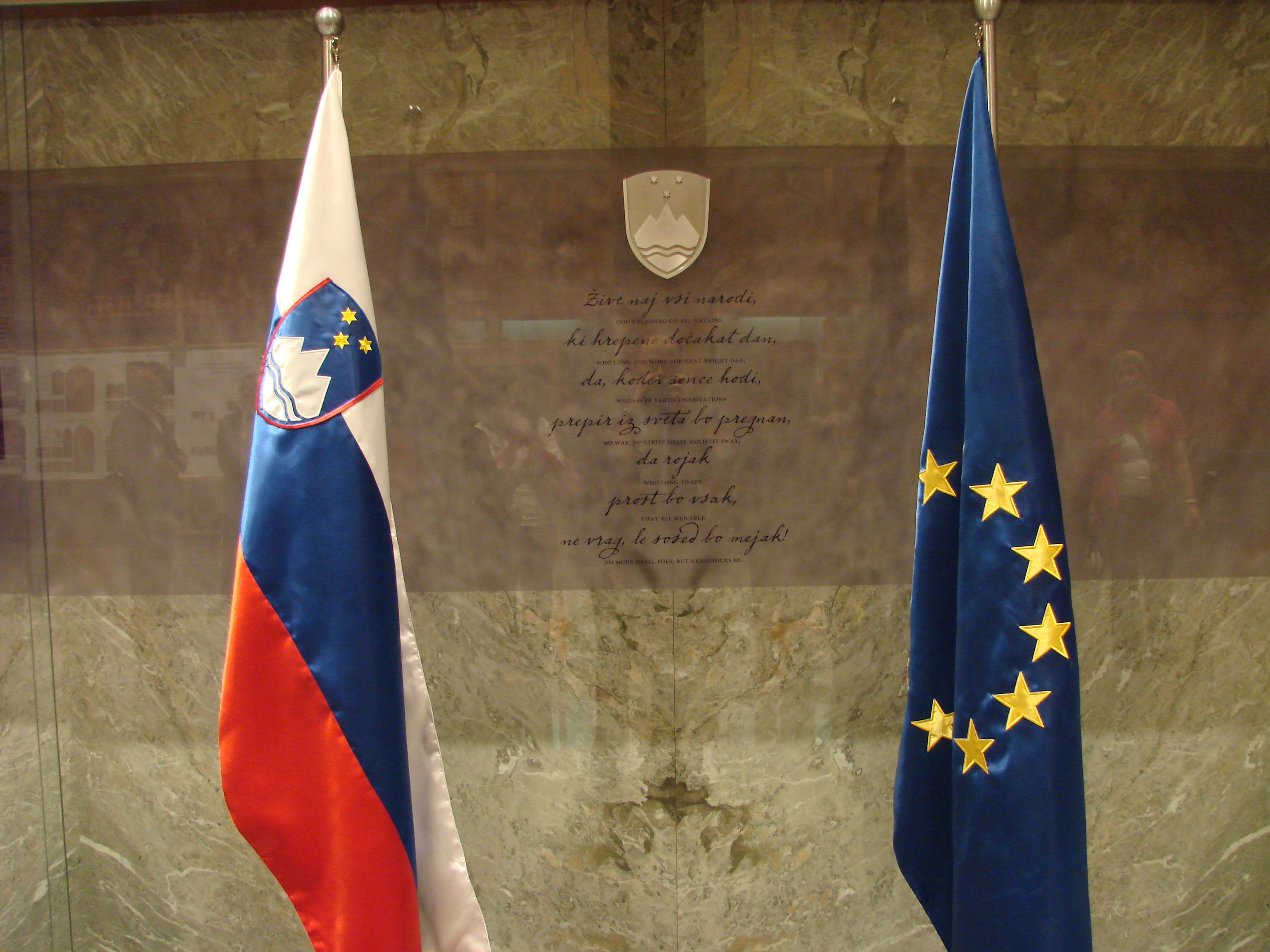
El himno nacional esloveno en el vestíbulo del edificio de la Asamblea Nacional

En el interior, el edificio está decorado con pinturas y frescos de una selección de artistas eslovenos. El más grande, una pintura mural de 67 por 1,5 m del artista de murales del siglo XX Slavko Pengov, que se extiende a lo largo del vestíbulo de entrada e ilustra la historia de los eslovenos. Creado en 1958 y 1959, este retrata eventos que incluyen las revoluciones de 1848, la Primera Guerra Mundial y la creación en 1918 del Reino de los serbios, croatas y eslovenos, la Segunda Guerra Mundial y la liberación nacional, y la creación de la Yugoslavia socialista y su patria. reconstrucción. Las paredes del corredor del primer piso están decoradas con retratos de expresidentes de la Asamblea Nacional. Tras la independencia de Eslovenia en 1991, el interior del edificio ha sido reformado varias veces para adaptarse al desiderátum del nuevo Parlamento esloveno.
El centro del edificio lo ocupa el 422 m² (504,7 yd²), el Gran Salón de 150 asientos, donde se reúne la Asamblea Nacional. Antiguamente rectangular, fue renovado en un anfiteatro en 2000. Cada puesto tiene un micrófono, un sistema de votación automático, enchufe y acceso a la red informática de la Asamblea Nacional. La silla que da a las puertas del salón es para el presidente de la Asamblea Nacional. Detrás de él, un relieve de bronce del escudo de armas de Eslovenia se coloca en la pared de mármol. El escultor Marko Pogačnik creó la obra en 1991 para celebrar la independencia. También hay una galería de 106 asientos para que el público y los invitados vean el Gran Salón.
El Consejo Nacional celebra sus reuniones en el Salón Pequeño, en la planta baja. La sala también se utiliza para conferencias y presentaciones públicas.

## Incidentes

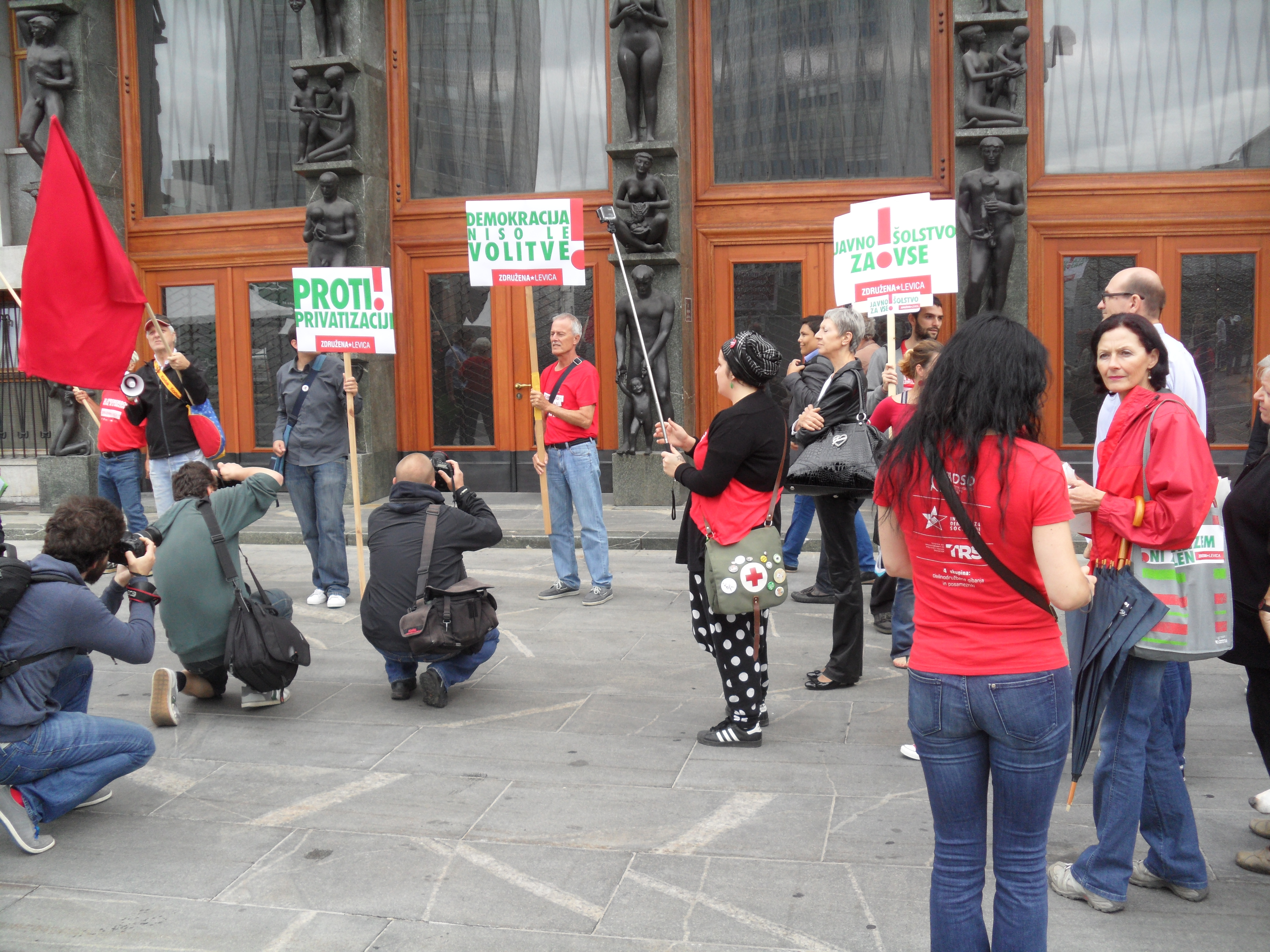
Manifestantes fuera del portal principal en 2014

El 18 de mayo de 2010, la fachada frontal del edificio, hecha de una rara tonalita verde, fue severamente dañada por estudiantes que arrojaron piedras de granito removidas de un pavimento cercano en la entrada principal del edificio. El incidente ocurrió durante una gran protesta estudiantil contra la ley propuesta sobre la introducción de trabajos precarios que frenarían el trabajo de los estudiantes y los cambios en la política de becas. Las reparaciones del edificio se estimaron en 27 000 euros.